# Фенг шуи
Фенг шуи (кинески: 风水; традиционални кинески: 風水; изговор: [fə́ŋ.ʂwèi]; енгл. Feng Shui /fʌŋ ʃweɪ/)) познат још и као геомантија, представља древну кинеску вештину која коришћењем енергије ствара хармонију између индивидуе и њеног окружења, као и технику уређења животног простора, метод осмишљавања окружења, као и правилним распоређивањем простора и намештаја. Блиско је повезан са таоизмом. Термин фенг шуи се буквално преводи на енглески језик као "ветар-вода". Културолошка стенографија узета из сада изгубљеног Класика Бурала (енглески: Classic of Burial) забележена у коментару Гуоа Пуа: Фенг шуи је једна од пет уметности кинеске метафизике, класификована као физиогномија. Пракса фенг шуиа говори о архитектури у смислу "невидљивих сила" које заједно везују космос, земљу и човечанство, познате као qi.
Историјски гледано, фенг шуи је широко коришћен у оријентацији зграда - често духовно значајне структуре као што су гробнице, али и станови и друге структуре - на добар начин. Одговарајућа места предмета се могу одредити у зависности од стила фенг шуиа, као и у односу на водена тела, звезде и компас.

## Историја

### Порекло
Хонгшан и Јангшао културе (енгл. Yangshao и Hongshan) пружају најраније познате доказе за употребу фенг шуи-а. До проналаска магнетског компаса, фенг шуи се очигледно ослањао на астрономију да би пронашао корелације између људи и универзума. Врата Банпо станова су поравната са астерисмом Јингши (енг. Yingshi) непосредно након зимске краткодневнице, 4000. п. н. е. - ово је поставило темеље соларне добитке. Током времена Зоу, Јингши (енгл. Yingshi) је био познат и као Динг (енгл. Ding) и навикавао се на одговарајуће време за изградњу главног града, према Шијинг (енгл. Shijing). Позната локација Јангшао у Дадиван (око 3500-3000. п. н. е.) укључује зграду у облику палате у центру. Зграда је окренута према југу и граничи са великом плажом. Налази се на правцу север-југ уз још једну зграду која је очигледно имала комуналне активности. Регионалне заједнице су могле користити комплекс.
Гроб у Пијангу (енгл. Puyang)(око 4000. п. н. е.), који садржи мозаике - заправо кинеска астрономска карта змајевског и тигарског астеризма и Бидоуа (Велики медвед, Кутлача или Бушел (енгл. the Big Dipper, Ladle or Bushel)) - оријентисана је дуж правца север-југ. Присуство округлих и квадратних облика у гробници Пијанг, у церемонијалним центрима у Хонгшану и у последњем Лонгшановом насељу у Лутаиганг-у, сугерише да је газијска (gaitian) космографија (небеско-округло, земља-квадрат) постојала у кинеском друштву много пре него што се појавио у Зоуби Суањингу (енгл. Zhoubi Suanjing).
Космографија која има упечатљиву сличност са савременим фенг шуи уређајима и формулама појављује се на комаду жада откривених у Хансхану и датира из 3000. п. н. е. Археолог Ли Ксуеђин (енгл. Li Xueqin) повезује дизајн са лајурен (liuren) астролабе, зинан зен (zhinan zhen) и лупан.
Почевши од палатијалних структура у Ерлитоу-у, сви главни градови Кине пратили су правила фенг шуија за њихов дизајн и изглед. Током ере Зу, Каогонг ђи (Kaogong ji)(поједностављени кинески: 考 工 记, традиционални кинески: 考 工 記; "Прирућник заната") је кодификовао ова правила. Упутство за столарију Лу бан јинг (поједностављени кинески: 鲁班 经; традиционални кинески: 魯班 經; "рукопис Лу бана") кодификовала правила за градитеље. Гравес и гробнице такође су следили правила фенг шуи, од Пуианга до Мавангдуиа и шире. Из најранијих записа, чини се да су структуре гробова и станова пратиле исте прописе.

### Рани инструменти и технике
Историја фенг шуи покрива 3500 година пре проналаска магнетног компаса. Настало је из кинеске астрономије. Неке актуелне технике могу се пратити у неолитској Кини, док су други додати касније (најважније династија Хан, Танг, Сунг и Минг).
Астрономска историја фенг шуиа евидентна је у развоју инструмената и техника. Према Жули (Zhouli), оригинал фенг шуи инструмент је можда био гномон (енгл. gnomon). Кинези су користили циркополарне звезде за одређивање северојуга насеља. Ова техника објашњава зашто Шанг палате у Ксиаотуну леже 10° источно од севера. У неким случајевима, као што је напоменуо Паул Ватлеи, сагледали су угао између правца сунчевог раста и сунчања да би пронашли север. Ова техника обезбедила је прецизније поравнање зидова Шанг на Јанши и Зенгзоу. Ритуали за коришћење фенг шуи инструмента захтевало је пророке да испитају тренутне небеске појаве да би поставили уређај и прилагодили њихов положај у односу на уређај.
Најстарији примери инструмената који се користе за фенг шуи су лиурен (liuren) астролабови, такође познати као ши (shi). Они се састоје од лакиране, двостране плоче са астрономским видним линијама. Најранији примери лиуренских астролаба откривени су из гробница које датирају између 278. п. н. е. и 209. п. н. е. Поред врачања за Да Лиу Рен, плоче су се често користиле за приказивање кретања Таија кроз девет палата. Ознаке на лиурен / ши и првим магнетним компасима су практично идентичне.
Магнетни компас је измишљен за фенг шуи и био је у употреби од свог проналаска. Традиционална фенг шуи инструментација се састоји од Лупана или раније од кашике која показује ка југу (指南針 zhinan zhen) - конвенционални компас је довољан ако схватате разлике. Може се користити и фенг шуи принцип (каснији проналазак).

### Легенда
Године 2500. п. н. е. је живео легендарни Жути цар, Хоанг Ти, врхунски војсковођа и праведан владар. Он је поступно победио друга четири важна цара свога доба, Црвеног, Зеленог, Белог и Црног цара и на концу запосео читаву Кину. За време врло важне битке, када се чинило да ће овога пута изгубити, јер услед густе магле није пронашао пут, дошла је Дама девет небеса и подарила му Лупан, кинески компас, уграђен у ратну запрегу, који му је помогао да се оријентише у простору. Од тада се Лупан користи и у фенг шуи сврхе.

## Темељи учења Фенг шуиа

### Дефиниција и класификација
Циљ фенг шуи-а, како се данас практикује, јесте постављање људског окружења у складу са добрим „ћи“, замишљеним обликом "енергије". Фенг шуи није наука, али је класификована као псеудонаука, јер показује низ класичних псеудонаучних аспеката као што су изношење тврдњи о функционисању света који нису подложни тестирању уз помоћ научних метода.
- Учење се ослања на ток енергије „ћи“ (qi) , која је свугде присутна, тече кроз простор и извор јој је непрестана динамика и промена енергије Јин и Јанг. Мноштво и квалитет енергије qi има непосредан однос на наше здравље и динамику.
- Животни пентаграм- универзални систем који одаје животни елеменат човека утиче на хармонију између људи узајамно, хармонију простора и помоћник је приликом лешења традиционалним кинеским начинима помоћу кинеске медицине.
- Схема Ра-Ква – универзални систем помоћу ког се идентификују узроци проблема у животу људи - просторија, радног стола и сл. И дати сазнања о правим условима његових проблема или болести.
- Фактор времаена – све на свету се одвија у времену у временским циклусима и сваки од њих има специфичну енергију. Значајан део је кинеска космологија и астрологија која произилази из дуготрајног посматрања природе и небеских догађања.

### Ћи (qi)
Ћи (氣) је покретна позитивна или негативна животна сила која игра кључну улогу у фенг шуи. У фенг шуиу као и у кинеским борилачким вештинама, односи се на енергију, као животну силу. Традиционално објашњење qi-a које се односи на фенг шуи укључује оријентацију структуре, њену старост и њену интеракцију са околином, укључујући локалну микроклиму, нагиб земљишта, вегетацију и квалитет земљишта.

Књига Буријала (енгл: Book of Burial) говори о умирању "виталном ћи" (енгл: vital qi). Wu Yuanyin (династија Ђинг је говорила о "виталном ћи" као о "скривеном ћи" (енглески: congealed qi), што представља стање qi-а које води ка животу. Циљ фенг шуиа је да користи "витални ћи" у одговарајућим положајима гробова и структура. Неки су уништили гробља својих непријатеља да ослабе своје ки.
Једна од употреба лупана (енгл. loupan) је откривање протока qi. Магнетни компаси одражавају локални геомагнетизам који укључује геомагнетски индуковане струје изазване поларном светлошћу. Професор Мак Кнол је на предавању из 1951. године предложио да qi представља облик сунчевог зрачења. Како се поларна светлост мења током времена, и квалитет qi-а расте и пада с временом, фенг шуи са компасом се може сматрати обликом дивинације који оцењује квалитет локалног окружења - укључујући и ефекте поларне светлости. Често људи са добром кармом живе на земљи са добрим qi.

### Поларност
Поларност у фенг шуиу је представљен теоријом јина и јанга, слично магнетном диполу. Посматране као комплементарне, наизглед супротстављене снаге које ступају у интеракцију како би формирале динамичан систем у коме је целина важнија од окупљених делова. Развој ове теорије и теорије пет елемената су такође повезане са астрономским опажањима и сунчевим пегама.
Пет елемената (wu xing) играју веома важну улогу у Кинеској филозофији, у њих спадају метал, земља, ватра, вода и дрво. Ови "елементи" значе углавном силе неопходне за људски живот, мање стварне материје. Циљ кинеске медицине уравнотежити Јин и Јанг у телу, док је циљ фенг шуиа описан као уравнотежавање поља деловања јина и јанга у градовима, местима или објектима.

### Багуа (осам триграмова)
Осам дијаграма познатих као багуа (pa kua) цењени су у фенг шуиу, и обојица предају своје споменуте референце у Ијинг (или Ај Чинг) (енг. Yijing или I Ching). Ло (Ривер) Чарт (Luoshu)(енг. Lo (River) Chart) је први развијен, и понекад је повезан са аранжманом багуа Каснијег неба (енгл. Later Heaven). Ова и Жута речна карта (Hetu, понекад повезана са ранијим небеским багу (енгл. Earlier Heaven bagua)) повезани су са астрономским догађајима шестог миленијума пре нове ере и са Туртлним календаром у време Иао-а. Колач од Туртле Иао (који се налази у делу Иаодиан (енгл. Yaodian) књиге Шангшу (енгл. Shangshu) или Књига докумената (енгл. Book of Documents)) датира до 2300. п. н. е., где варира око 250 година.
У Иодиану, кардиналне смернице одређују маркер-звезде мегаконстелација познатих као четири небеске животиње:
- Исток: Азур Драгон (пролећна равнодневница) -Niao (Птица 鳥), α Шкорпија
- Југ: птица Вермилион (летња дугодневница) -Huo (Ватра 火), α Хидра
- Запад: Бели тигар (јесења равнодневница) -Mǎo (Коса 毛), η Бик (Плеиадес)
- Север: Црвена корњача (зимска краткодневница) -Xū (Празнина 虛), α Водолија, β Водолија

Дијаграми су такође повезани са методом сифанг (четири правца) (енгл. sifang) која се користи током династије Шанг. Међутим, сифанг је много старији. Коришћен је у Ниухелиангу, и велики је у астрономији културе Хонгшан. И то је подручје Кине које је повезано са Жутим царом (Хуангди) који је наводно измислио кашику са јужним крајем (види компас).

## Традиционални фенг шуи
Традиционални фенг шуи је древни систем заснован на посматрању небеског времена и земаљског простора. Литература Древне Кине, као и археолошки докази, пружају неку идеју о пореклу и природи оригиналних фенг шуи техника.

### Образовна школа
Образовна школа је најстарија школа фенг шуиа. Кинг Вузи (енгл. Qing Wuzi), династије Хан описује то у "Књига гробнице", а Гуо Пу династије Јин прати са потпунијим описом у књизи „Покоп”.
Образовна школа се првобитно односила на локацију и оријентацију гробница (Кућа Јин фенг шуиа) (енгл. Yin House feng shui), што је било од велике важности. Школа је тада напредовала у разматрање кућа и других објеката (Кућа Јанг фенг шуиа).
"Образовна" у образовној школи односи се на облик окружења, као што су планине, реке, планине, зграде и општа околина. Она разматра пет небеских животиња (феникса, зеленог змаја, белог тигара, црну корњачу и жуту змију), концепт јин-јанга и традиционалних пет елемената (Wu Xing: дрво, ватра, земља, метал и вода).
Образовна школа анализира облик земљишта и ток ветра и воде како би пронашао место са идеалним qi. Такође разматра време важних догађаја као што је рођење становника и изградња објекта.

### Школа компаса
Школа компаса је колекција новијих фенг шуи техника заснованих на осам кардиналних праваца, од којих се сваки каже да има јединствени qi. Он користи лупан, диск означен формулама у концентричним прстеновима око магнетског компаса.
Школа компаса укључује технике попут Летећих звезди и Осам Мансиона.

### Пренос традиционалних фенг шуи техника
Поред књига написаних током историје од стране фенг шуи мајстора и студената, постоји и чврста усмена историја. У многим случајевима, мајстори су само подучавали својим техникама само одабране ученике или рођаке.

### Садашње традиционалне школе
Тренутно није договорено чије је учење најбоље од поменутих традиционалних школа. Дакле, савремени практиканти фенг шуија углавном користе више школа у својим праксама.

## Употреба традиционалног фенг шуиа

### Фенг Шуи у архитектури
Најчешће је коришћен у древној и јединственој Азијској архитектонској традицији. Фен шуи у архитектури описује однос између човека и природе и говори о позитивном или негативном месту за становање. Учи да установи енергетски центар стана. Бави се храном, облачењем, мишљењем, речју и међуљудским односима. Фенг шун произилази из мишљења да се све око нас заснива на енергији. Ова енергија има на разним местима различите називе: у старој Индији се назива „прана“ у Јапану „ки“ у Кини „ћи“. У ствари се ради о хармонији живота и становања и њеном искоришћавању у корист човека.
Научници пејзажне архитектуре и екологије су истраживали и користили методологије фенг шуиа.

### Положај парцеле
Свака средина има своју посебну карактеристику. За установљавање погодности потребно је установити карактеристичну енергију која се према фенг шуија да изразити са 5 фаза промена, које имају знаке дрва, ватре, земље, метала и воде. Ове су у узајамним односима. Према основама фенг шуија идеално земљиште је оно које је са задње страна и са бокова заштићено- нпр. узвишицом или групом дрвећа. Правац унапред треба да буде отворен са лепом погледом. Оптимални положај у односу на стране света је заштићено земљиште од стране севера са погледом на југ.
Код одабира земљишта фенг шуи узима у обзир даље факторе као облик земљишта (добре су правоугаоне форме), његову историју (негативна енергија) положај путева у уколини (фреквентни путеви делују као скупљачи енергије, тече ли нека енергија као река тада она скида енергију са њих као и околних области), узвишења и брда у околини земљишта, став земљишта (њено загађење), суседи и њихова земљишта, привредни објекти, високи објекти (јарболи), чистионице и други суседни објекти у околини.
Географи су анализирали технике и методе фенг шуиа како би открили историјску страну Викторије (Британска Колумбија) у Канади и археолошке стране северно-западне Америке.

### Облик зграде
Слично као што је према фенг шуиу важан облик парцеле тако је важан и облик саме зграде на њој стојећи. Погодни односи страна су 1:2, 3:4. Непогодни су објекти са оштрим странама у облику слова L или V или ако стоји у средини парцеле, јер се површине тиме деле на мале делове.
Размештај енергије зависан је, по овом учењу, од оријентације на стране света. Просторије у којим је потребан већи прилив енергије ујутро, нпр. спаваћа соба, треба да буду окренуте на исток. Тамо где је потребна енергија увече нпр. дневна соба и соба за рад треба да гледају на запад. Улазна капија у зграду или у башту не би требало да буде у једној правој линији са улазним вратима у зграду.

#### Ентеријер
Не би требало да ентеријер буде претрпан намештајем, нарочито не у геометријском средишту просторије (енергетском центру) и ту би требало да буде слободног простора. Неповољно је ако је над простором где се проводи доста времена (столице, фотеље или кревет) окачен било какав предмет.
Слагање паркета или плоча у уским просторијама треба да буде попречно, јер то успорава ток енергије, која би иначе пројурила туда. Учење се односи и на активизацију повољних енергија погодним правцима спавања и тражењем најбољег места за рад у кући.

### Спаваћа соба
Спаваћа соба према фенг шуију је најважније место у кући. Треба да буде најдаље од места улаза у зграду или дневне зоне. У чеоној страни кревета не би смеле да буду никакве инсталације и то би требало да буде зид без прозора, из кревета треба да се добро виде врата, односно цела просторија. Огледала у спаваћим собама често изазивају проблеме са спавањем. Намештај не сме да стоји превише близу кревета и требало би да буде светле боје.

### Кухиња
После спаваће собе, ово је друга по важности просторија у стану. Ватра и вода не би требало да буду једно поред другог. Дакле, судопера, фрижидер и машина за веш и/или судове треба да се физички одвоје од шпорета. Пут од кухиње до трпезарије не треба да буде сувише дугачак.

### Дневна соба
Ова просторија репрезентује опуштеност, добродошлицу, и инспирише ка отварању. Атмосфера је јако важна и требало би да буде складна.